# Songella
Songella är ett släkte av insekter. Songella ingår i familjen syrsor.
Kladogram enligt Catalogue of Life:
| Songella | \| \| Songella ebneri \| \| \| \| \| \| Songella obscuripennis \| \| \| \| |
|          | \| \| Songella ebneri \| \| \| \| \| \| Songella obscuripennis \| \| \| \| |
|          | Songella ebneri                                                            |
|          |                                                                            |
|          | Songella obscuripennis                                                     |
|          |                                                                            |